# 3. Fliegerschul-Division
Die 3. Fliegerschul-Division war ein Großverband der Luftwaffe der Wehrmacht im Zweiten Weltkrieg.

## Geschichte
Die 3. Fliegerschul-Division wurde am 15. März 1944 in Prag gebildet. Sie war der Luftflotte 10 unterstellt. Ihr unterstanden diverse Schulgeschwader und Flugzeugführerschulen, in denen Luftwaffenangehörige ihre fliegerische Ausbildung absolvierten. Am 8. Mai 1945, nach der bedingungslosen Kapitulation der Wehrmacht, wurde sie aufgelöst.

## Divisionskommandeur
| Dienstgrad          | Name         | Datum                               |
| ------------------- | ------------ | ----------------------------------- |
| Generalmajor        | Kurt Lindner | 15. März 1944 bis 5. September 1944 |
| Oberst/Generalmajor | Oskar Dinort | 6. September 1944 bis 8. Mai 1945   |

## Unterstellung
| Unterstellung | von           | bis         |
| ------------- | ------------- | ----------- |
| Luftflotte 10 | 15. März 1944 | 8. Mai 1945 |

## Unterstellte Verbände
| 2. Februar 1945 |
| Schlachtgeschwader 103; Schlachtgeschwader 104; Schlachtgeschwader 111; Lehrgang für Kampf-Beobachter und Bordschützen; Flieger-Bildschule Hildesheim; Navigationsschule Haderslev; Verbandsführerschule des Generals der Kampfflieger; Bomber- und Zielfinderschule Greifswald |